# Test Drive Unlimited 2
Test Drive Unlimited 2 е игра, разработвана от Eden Games, която се очаква да бъде публикувана от Atari в първата половина на 2011 г. Тя ще е продължение на Test Drive Unlimited и ще е 10-ата игра от поредицата Test Drive.

## Разработка
Играта ще съдържа динамични ефекти според времето, ден и нощ и възможност за удряне на автомобилите. Местоположението ще бъде в Ибиза и Оаху. До Оаху ще се стига със самолет. Test Drive Unlimited 2 ще съдържа джипове и бъгита. Играта ще има 2 радиостанции на двата острова.

## Автомобили
Test Drive Unlimited 2 съдържа нови класове автомобили като SUV и др. Не всички превозни средства ще са свободно достъпни за купуване. Някои ексклузивни автомобили като McLaren MP4-12C, Gumpert Apollo и Aston Martin One-77 ще са достъпни за клубовете при достигане на по-високи рангове при състезанията.
При блъскане на колите те ще се огъват, но това няма да влияе на двигателя и техническите характеристики. Обаче при дъжд, автомобилите ще получават по-трудно кормилно управление, по-малка максимална скорост и пр. Добавени са също много нови функции като работещи покриви на автомобилите, мигачи и различни нива на осветление от фаровете.
При предварително поръчване на играта получавате различни автомобили като Aston Martin Vanqiush Carbon Edition, Audi Q7 концепция, „Нисан 370Z“ с двигател, базиран на правилата за европейските състезателни автомобили.
По време на E3 през 2010 Atari обявиха част от списъка с коли.

## Системни изисквания
Минимални системни изисквания
Операционна система: Windows XP SP2, Vista SP2, Windows 7 

Процесор: Intel Core 2 Duo 2.2GHz или AMD Athlon X2 4400+ 

Видео карта: Nvidia GeForce 8800 или ATI Radeon HD 3870 

РАМ Памет: 2 GB 

Свободно място на хард диска: 14 GB 

Звукова карта: Съвместима с DirectX 9.0c 

Други: Интернет връзка, Microsoft .NET Framework 3.5 

Препоръчителни системни изисквания

Операционна система: Windows XP SP2, Vista SP2, Windows 7 

Процесор: Intel Core 2 Duo 2.2GHz или AMD Athlon X2 4400+ 

Видео карта: Nvidia GeForce GTX 280 или ATI Radeon HD 4870 

РАМ Памет: 2 GB 

Свободно място на хард диска: 14 GB 

Звукова карта: Съвместима с DirectX 9.0c 

Други: Интернет връзка, Microsoft .NET Framework 3.5 

Волан: Xbox 360 или Logitech Dual-Action 